# Eddie Valencia
José Eddie Valencia (27 september 1959) is een voormalige Ecuadoraanse profvoetballer, die speelde als aanvaller gedurende zijn carrière.

## Clubcarrière
Valencia kwam onder meer uit voor Club 9 de Octubre.

## Interlandcarrière
Valencia speelde in totaal zes interlands (nul doelpunten) voor Ecuador in de periode 1981-1985. Onder leiding van bondscoach Otto Vieira maakte hij zijn debuut op 28 januari 1981 in de vriendschappelijke thuiswedstrijd tegen Bulgarije (1-3), net als Carlos Quinteros en Fernando Baldeón.